# Автомагістраль A1 (Албанія)
Автостра́да A1 (алб. Autostradë A1), також відоме як шосе Дуррес — Косово — одна з основних автомагістралей Албанії. Вона з'єднує головні транспортні та економічні центри країни Дуррес і Тирану з Косовом. Шосе веде від міста-порту Дуррес через Вору і Мілот, перетинає північно-албанські гори, далі через Кукес і Морину йде до косовського кордону. У Косові продовженням цієї автостради є автомагістраль R7. Через важливість для етнічних албанців по обидві сторони кордону, автостраду A1 вони також називають Rruga e Kombit (Вулиця нації).

## Стан траси

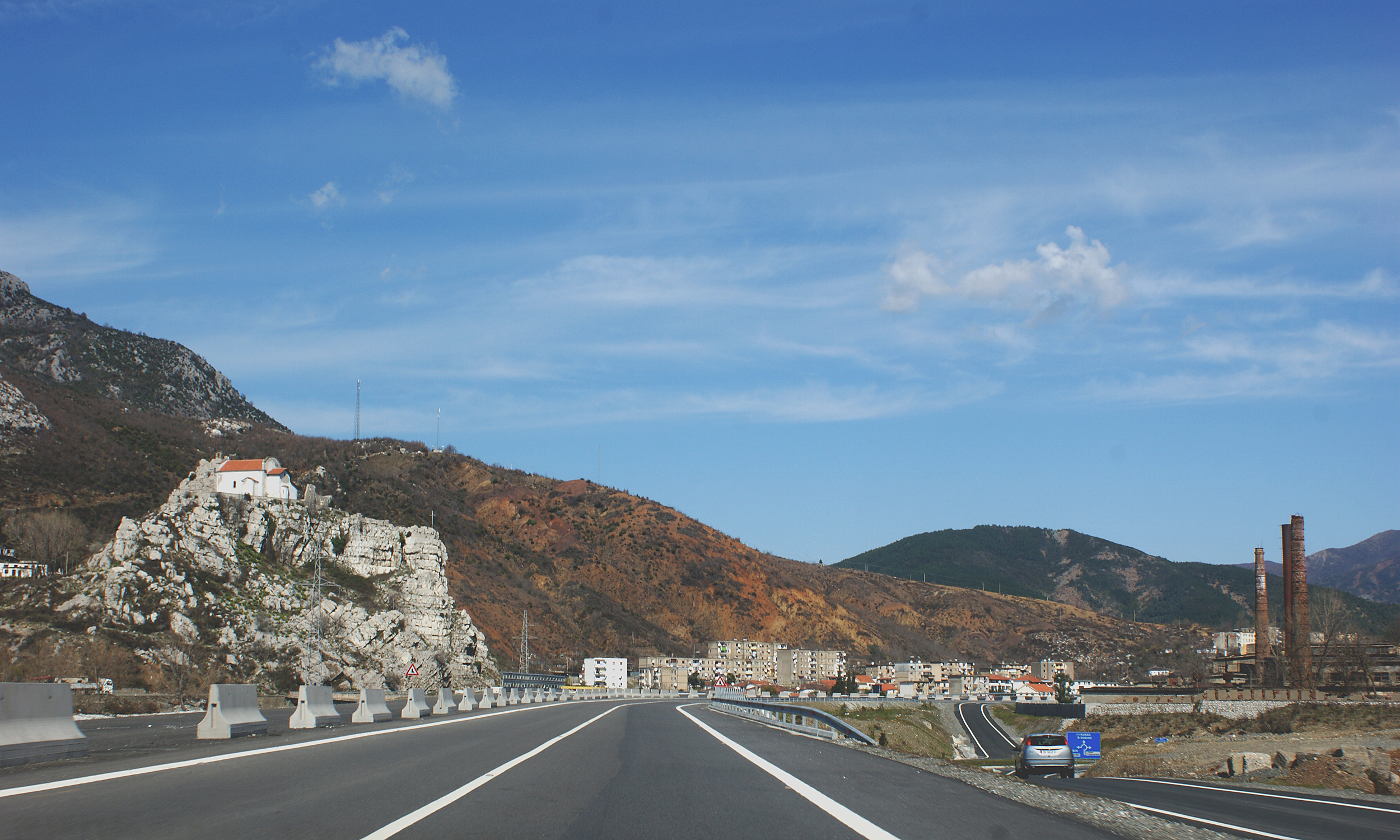
Частина шосе без центрального відбійника в Рубіку

Будівельні роботи на ділянці Решені — Калимаш почалися у жовтні 2006 року й повністю завершені 15 травня 2010 року. Однак офіційно ця ділянка дороги була урочисто відкрита для руху вже в червні 2009 року в присутності албанського прем'єр-міністра Салі Беріша і його косовського колеги Хашима Тачі. Тунель Калимаш, у якому тоді була відкрита тільки одна половина, довелося незабаром знову закрити для завершення будівельних робіт. У жовтні 2010 року введена в експлуатацію друга половина тунелю. На ділянці від Мілота до Решені словенська будівельна компанія проклала шосе, що має тільки одну смугу для руху в кожному напрямку.
Завершено будівництво чотирисмугової ділянки від Калимаша до албансько-косовського кордону (близько 30 км). Однак великі мости не скрізь мають таку ж ширину. У 2013 році почалися роботи з розширення мостів до чотирьох смуг.

## Позначення
Хоча A1 офіційно включає також маршрути SH1, SH2 і SH52 ці ділянки не скрізь позначені як A1. Позначення A1 є поки тільки на новій чотирисмуговій трасі між Решені та Кукесом і на новозбудованій чотирисмуговій ділянці SH1 між Тхуманою та Мілотом.

## Будівництво

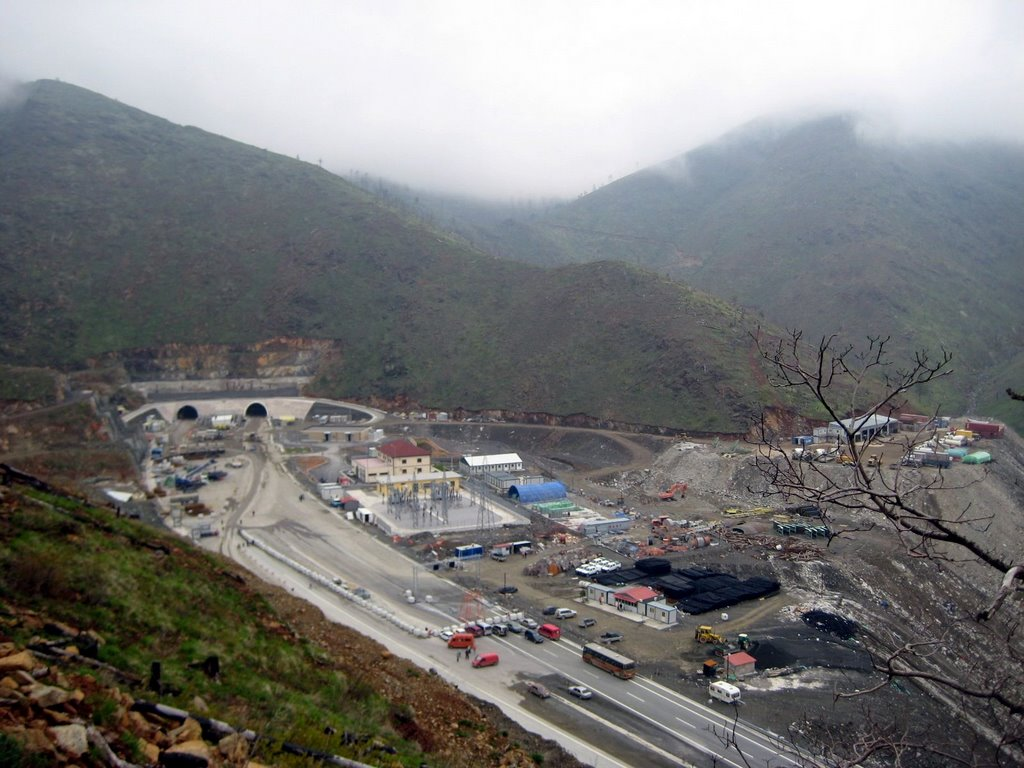
Портал тунелю Калимаш до відкриття (квітень 2010)

Будівництво автостради A1 через гористу Північну Албанію було складним завданням. Тільки відрізок довжиною 60'856 км Решені — Калимаш, побудований американо-турецьким спільним підприємством Bechtel & Enka (BEJV), обійшовся більш ніж в мільярд доларів. Нині це найкоштовніший інфраструктурний проєкт в Албанії. На цій ділянці побудували 27 мостів та віадуків, а також тунель Калимаш завдовжки 5,65 км через гори Північної Албанії. На ділянці між Кукесом і косовським кордоном також треба було збудувати багато споруд.
Попри високу вартість, уряд розглядав проєкт цієї автодороги як пріоритетний, оскільки вона допоможе розвитку ринку збуту в Косові й поліпшить доступ з Косова до портів на Адріатиці — особливо Шенгіні та Дуррес. Крім того, значна частина туристів приїжджає в Албанію з Косова. Ця траса також може бути з'єднана з Пан'європейським транспортним коридором Х через Приштину і Лесковац у Сербії. Однак через політичну ситуацію між Сербією і Республікою Косово цей проєкт є малореалістичний.